# Francisco Daniel Simões Rodrigues
Francisco Daniel Simões Rodriguezs, meglio noto come Kiko (Aveiro, 27 febbraio 1997), è un calciatore portoghese, centrocampista del Beira-Mar.

## Caratteristiche tecniche
È un trequartista.

## Carriera
Cresciuto nelle giovanili del Vitória Guimarães, ha esordito il 26 agosto 2017 in occasione del match pareggiato 0-0 contro il Paços Ferreira.

## Statistiche

### Presenze e reti nei club
Statistiche aggiornate al 6 gennaio 2017.
| Stagione        | Squadra         | Campionato      | Campionato | Campionato | Coppe nazionali | Coppe nazionali | Coppe nazionali | Coppe continentali | Coppe continentali | Coppe continentali | Altre coppe | Altre coppe | Altre coppe | Totale | Totale | Totale |
| Stagione        | Squadra         | Comp            | Pres       | Reti       | Comp            | Pres            | Reti            | Comp               | Pres               | Reti               | Comp        | Pres        | Reti        | Pres   | Reti   |        |
| --------------- | --------------- | --------------- | ---------- | ---------- | --------------- | --------------- | --------------- | ------------------ | ------------------ | ------------------ | ----------- | ----------- | ----------- | ------ | ------ | ------ |
| 2017-2018       | Rio Ave         | PL              | 6          | 0          | CP+CdL          | 2+1             | 0               |                    | -                  | -                  |             | -           | -           | 10     | 0      |        |
| Totale carriera | Totale carriera | Totale carriera | 6          | 0          |                 | 3               | 0               |                    | -                  | -                  |             | -           | -           | 9      | 0      |        |